# Hoplophryninae
Sous-famille
Les Hoplophryninae sont une sous-famille d'amphibiens de la famille des Microhylidae. Elle a été créée par le zoologiste américain Gladwyn Kingsley Noble en 1931.

## Répartition
Les espèces de cette sous-famille sont endémiques de Tanzanie.

## Liste des genres
Selon Amphibian Species of the World (19 novembre 2013) :
- genre Hoplophryne Barbour & Loveridge, 1928
- genre Parhoplophryne Barbour & Loveridge, 1928

## Publication originale
- Noble, 1931 : The Biology of the Amphibia. New York and London, McGraw-Hill, p. 1-577 (texte intégral).